# Mała Gmina
Mała Gmina – część wsi Joanka w Polsce, położona w województwie wielkopolskim, w powiecie kaliskim, w gminie Szczytniki.
W latach 1975–1998 Mała Gmina należała administracyjnie do województwa kaliskiego.